# Archie Edwards
Archie L. Edwards (Union Hall, 4 september 1918 – Seat Pleasant, 18 juni 1998) was een Amerikaanse piedmontbluesgitarist en singer-songwriter, die in een sporadische carrière van tientallen jaren heeft gewerkt met Mississippi John Hurt, Skip James en John Jackson. Zijn bekendste opnamen zijn Saturday Night Hop, The Road Is Rough and Rocky en I Called My Baby Long Distance. Eind jaren 1950 bezat hij een kapperszaak die bluesmuzikanten aantrok die hem hielpen om zijn muzikale carrière op te starten.

## Biografie
Edwards werd geboren op een boerderij in de buurt van Union Hall, Virginia. Zijn vroege werk liet wat tijd over om in contact te komen met lokale muzikanten, maar hij moest zijn eerste gitaar delen met zijn twee broers. Geïnspireerd door opnamen van Blind Boy Fuller en Blind Lemon Jefferson speelde hij lokaal en vond hij werk in een zagerij. In 1937 verhuisde hij naar New Jersey, waar hij als chauffeur werkte. Later werkte hij in een hotel in Columbus (Ohio). Edwards diende bij de militaire politie tijdens de Tweede Wereldoorlog. Hij worstelde om zich in de naoorlogse jaren te vestigen en vond uiteindelijk werk als kapper. Hij opende zijn eigen kapperszaak in Washington D.C. in 1959. Het werd bezocht door Mississippi John Hurt en het duo vormde een losse werkrelatie met Skip James, die enkele jaren duurde vóór de dood van Hurt in 1966. Na het rouwproces om zijn vriend schreef Edwards het nummer The Road Is Rough and Rocky.
Edwards vond regelmatiger werk op muziekfestivals en in lokale clubs. Hij voegde zich ook bij John Jackson, John Cephas en Phil Wiggins, Flora Molton en Mother Scott, die rond Washington optraden als de Travelling Blues Workshop.
In 1982 nam Edwards deel aan het American Folk Blues Festival tijdens een tournee door Europa. L+R Records bracht vervolgens Living Country Blues USA, Vol. 6: The Road Is Rough (1982) uit. Nadat hij terugkeerde van een tournee door continentaal Europa, werkte Edwards samen met Eleanor Ellis en Flora Molton. Het drietal toerde door de Verenigde Staten, Canada en Europa, met Charlie Musselwhite als begeleiding in 1987.
Edwards nam vervolgens op voor Mapleshade Records en bracht Blues 'n Bones uit in 1989.

## Overlijden
Archie Edwards overleed in juni 1998 op 79-jarige leeftijd. Het postume album The Toronto Sessions is gebaseerd op werk dat hij in 1986 in Canada heeft opgenomen.

## Discografie
- 1981:	Living Country Blues USA, Vol. 6: The Road Is Rough	(L+R Records)
- 1989:	Blues 'n Bones (Mapleshade Records)
- 2001:	The Toronto Sessions (NorthernBlues Music)

- Gemeinsame Normdatei: 118966057
- International Standard Name Identifier: 0000 0001 1444 2078
- Library of Congress Control Number: n88219543
- MusicBrainz: df2b35f2-dcff-4cbe-ba9c-a1a99a6f25b5
- SNAC: w6rc9750
- Virtual International Authority File: 53252502
- WorldCat: E39PBJg8Fy8y7VmjxFpPjyrKBP